# 심청전 (드라마)
《심청전》은 KBS 1TV에서 1988년 9월 26일에 방영된 서울올림픽 기념 특집 드라마이다. 한국의 고전 소설을 영상화한 한국고전 시리즈 중 세 번째 마지막 작품이다.

## 등장 인물
- 백윤식
- 정재순
- 양영준
- 하희라 : 심청 역
- 정진 : 심학규 역
- 김형자